# Sierra Sur de Sevilla
La Sierra Sur de Sevilla és una comarca situada a la província de Sevilla, a Andalusia.
Comprèn els municipis d'Aguadulce, Algámitas, Badolatosa, Casariche, El Rubio, El Saucejo, Estepa, Gilena, Herrera, La Lantejuela, La Roda de Andalucía, Lora de Estepa, Los Corrales, Marinaleda, Martín de la Jara, Osuna, Pedrera, Pruna i Villanueva de San Juan.
Limita a l'est amb la província de Còrdova, al sud amb la Serranía de Ronda i la Sierra de Cádiz, a l'oest amb la Campiña de Morón y Marchena i al nord amb la Comarca d'Écija.